# Plivanje na OI 1968.

## Pojedinačna natjecanja

### 100 m slobodno
| Mjesto | Država     | Plivač         | Vrijeme         |
| ------ | ---------- | -------------- | --------------- |
| 1.     | Australija | Michael Wenden | 52,2 s (WR, OR) |
| 2.     | SAD        | Kenneth Walsh  | 52,8 s          |
| 3.     | SAD        | Mark Spitz     | 53,0 s          |

| Mjesto | Država | Plivačica       | Vrijeme    |
| ------ | ------ | --------------- | ---------- |
| 1.     | SAD    | Jan Henne       | 1:00,0 min |
| 2.     | SAD    | Susan Pedersen  | 1:00,3 min |
| 3.     | SAD    | Linda Gustavson | 1:00,3 min |

### 200 m slobodno
| Mjesto | Država     | Plivač             | Vrijeme         |
| ------ | ---------- | ------------------ | --------------- |
| 1.     | Australija | Michael Wenden     | 1:55,2 min (OR) |
| 2.     | SAD        | Donald Schollander | 1:55,8 min      |
| 3.     | SAD        | John Nelson        | 1:58,1 min      |

| Mjesto | Država | Plivačica    | Vrijeme         |
| ------ | ------ | ------------ | --------------- |
| 1.     | SAD    | Debbie Meyer | 2:10,5 min (OR) |
| 2.     | SAD    | Jan Henne    | 2:11,0 min      |
| 3.     | SAD    | Jane Barkman | 2:11,2 min      |

### 400 m slobodno
| Mjesto | Država    | Plivač         | Vrijeme         |
| ------ | --------- | -------------- | --------------- |
| 1.     | SAD       | Michael Burton | 4:09,0 min (OR) |
| 2.     | Kanada    | Ralph Hutton   | 4:11,7 min      |
| 3.     | Francuska | Alain Mosconi  | 4:13,3 min      |

| Mjesto | Država     | Plivačica       | Vrijeme         |
| ------ | ---------- | --------------- | --------------- |
| 1.     | SAD        | Debbie Meyer    | 4:31,8 min (OR) |
| 2.     | SAD        | Linda Gustavson | 4:35,5 min      |
| 3.     | Australija | Karen Moras     | 4:37,0 min      |

### 1500 m + 800 m slobodno
| Mjesto | Država     | Plivač         | Vrijeme          |
| ------ | ---------- | -------------- | ---------------- |
| 1.     | SAD        | Michael Burton | 16:38,9 min (OR) |
| 2.     | SAD        | John Kinsella  | 16:57,3 min      |
| 3.     | Australija | Gregory Brough | 17:04,7 min      |

| Mjesto | Država  | Plivačica            | Vrijeme         |
| ------ | ------- | -------------------- | --------------- |
| 1.     | SAD     | Debbie Meyer         | 9:24,0 min (OR) |
| 2.     | SAD     | Pamela Kruse         | 9.35,7 min      |
| 3.     | Meksiko | María Teresa Ramírez | 9:38,5 min      |

### 100 m leđno
| Mjesto | Država                         | Plivač          | Vrijeme     |
| ------ | ------------------------------ | --------------- | ----------- |
| 1.     | Njemačka Demokratska Republika | Roland Matthes  | 58,7 s (OR) |
| 2.     | SAD                            | Charles Hickcox | 1:00,2 min  |
| 3.     | SAD                            | Ronald Mills    | 1:00,5 min  |

| Mjesto | Država | Plivačica     | Vrijeme             |
| ------ | ------ | ------------- | ------------------- |
| 1.     | SAD    | Kaye Hall     | 1:06,2 min (WR, OR) |
| 2.     | Kanada | Elaine Tanner | 1:06,7 min          |
| 3.     | SAD    | Jane Swagerty | 1:08,1 min          |

### 200 m leđno
| Mjesto | Država                         | Plivač         | Vrijeme         |
| ------ | ------------------------------ | -------------- | --------------- |
| 1.     | Njemačka Demokratska Republika | Roland Matthes | 2:09,6 min (OR) |
| 2.     | SAD                            | Mitchell lvey  | 2:10,6 min      |
| 3.     | SAD                            | Jack Horsley   | 2:10,9 min      |

| Mjesto | Država | Plivačica      | Vrijeme         |
| ------ | ------ | -------------- | --------------- |
| 1.     | SAD    | Lillian Watson | 2:24,8 min (OR) |
| 2.     | Kanada | Elaine Tanner  | 2:27,4 min      |
| 3.     | SAD    | Kaye Hall      | 2:28,9 min      |

### 100 m prsno
| Mjesto | Država | Plivač             | Vrijeme         |
| ------ | ------ | ------------------ | --------------- |
| 1.     | SAD    | Donald McKenzie    | 1:07,7 min (OR) |
| 2.     | SSSR   | Wladimir Kossinski | 1:08,0 min      |
| 3.     | SSSR   | Nikolai Pankin     | 1:08,0 min      |

| Mjesto | Država      | Plivačica              | Vrijeme         |
| ------ | ----------- | ---------------------- | --------------- |
| 1.     | Jugoslavija | Đurđica Bjedov         | 1:15,8 min (OR) |
| 2.     | SSSR        | Galina Prozumenščikova | 1:15,9 min      |
| 3.     | SAD         | Sharon Wichman         | 1:16,1 min      |

### 200 m prsno
| Mjesto | Država  | Plivač             | Vrijeme    |
| ------ | ------- | ------------------ | ---------- |
| 1.     | Meksiko | Felipe Múñoz       | 2:28,7 min |
| 2.     | SSSR    | Wladimir Kossinski | 2:29,2 min |
| 3.     | SAD     | Brian Job          | 2:29,9 min |

| Mjesto | Država      | Plivačica              | Vrijeme         |
| ------ | ----------- | ---------------------- | --------------- |
| 1.     | SAD         | Sharon Wichman         | 2:44,4 min (OR) |
| 2.     | Jugoslavija | Đurđica Bjedov         | 2:46,4 min      |
| 3.     | SSSR        | Galina Prozumenščikova | 2:47,0 min      |

### 100 m leptir
| Mjesto | Država | Plivač          | Vrijeme |
| ------ | ------ | --------------- | ------- |
| 1.     | SAD    | Douglas Russell | 55,9 s  |
| 2.     | SAD    | Mark Spitz      | 56,4 s  |
| 3.     | SAD    | Ross Wales      | 57,2 s  |

| Mjesto | Država     | Plivačica          | Vrijeme    |
| ------ | ---------- | ------------------ | ---------- |
| 1.     | Australija | Lynette McClements | 1:05,5 min |
| 2.     | SAD        | Ellie Daniel       | 1.05,8 min |
| 3.     | SAD        | Susan Shields      | 1:06,2 min |

### 200 m leptir
| Mjesto | Država                 | Plivač           | Vrijeme    |
| ------ | ---------------------- | ---------------- | ---------- |
| 1.     | SAD                    | Carl Robie       | 2:08,7 min |
| 2.     | Ujedinjeno Kraljevstvo | Martyn Woodroffe | 2:09,0 min |
| 3.     | SAD                    | John Ferris      | 2:09,3 min |

| Mjesto | Država                         | Plivačica     | Vrijeme         |
| ------ | ------------------------------ | ------------- | --------------- |
| 1.     | Nizozemska                     | Ada Kok       | 2:24,7 min (OR) |
| 2.     | Njemačka Demokratska Republika | Helga Lindner | 2:24,8 min      |
| 3.     | SAD                            | Ellie Daniel  | 2:25,9 min      |

### 200 m mješovito
| Mjesto | Država | Plivač             | Vrijeme         |
| ------ | ------ | ------------------ | --------------- |
| 1.     | SAD    | Charles Hickcox    | 2:12,0 min (OR) |
| 2.     | SAD    | Gregory Buckingham | 2:13,0 min      |
| 3.     | SAD    | John Ferris        | 2:13,3 min      |

| Mjesto | Država | Plivačica      | Vrijeme         |
| ------ | ------ | -------------- | --------------- |
| 1.     | SAD    | Claudia Kolb   | 2:24,7 min (OR) |
| 2.     | SAD    | Susan Pedersen | 2:28,8 min      |
| 3.     | SAD    | Jan Henne      | 2:31,4 min      |

### 400 m mješovito
| Mjesto | Država      | Plivač           | Vrijeme    |
| ------ | ----------- | ---------------- | ---------- |
| 1.     | SAD         | Charles Hickcox  | 4:48,4 min |
| 2.     | SAD         | Gary Hall Sr.    | 4:48,7 min |
| 3.     | SR Njemačka | Michael Holthaus | 4:51,4 min |

| Mjesto | Država                         | Plivačica        | Vrijeme         |
| ------ | ------------------------------ | ---------------- | --------------- |
| 1.     | SAD                            | Claudia Kolb     | 5:08,5 min (OR) |
| 2.     | SAD                            | Lynette Vidali   | 5:22,2 min      |
| 3.     | Njemačka Demokratska Republika | Sabine Steinbach | 5.25,3 min      |

## Štafetna natjecanja

### 4x100 m slobodno
| Mjesto | Država     | Plivači                                                             | Vrijeme             |
| ------ | ---------- | ------------------------------------------------------------------- | ------------------- |
| 1.     | SAD        | Zachary Zorn Stephen Rerych Mark Spitz Kenneth Walsh                | 3:31,7 min (WR, OR) |
| 2.     | SSSR       | Semjon Beliz-Geiman Wiktor Masanow Leonid Iljitschow Georgi Kulikow | 3:34,2 min          |
| 3.     | Australija | Gregory Roger Robert Cusack Robert Windle Michael Wenden            | 3:34,7 min          |

| Mjesto | Država                         | Plivačice                                                    | Vrijeme         |
| ------ | ------------------------------ | ------------------------------------------------------------ | --------------- |
| 1.     | SAD                            | Jane Barkman Linda Gustavson Susan Pedersen Jan Henne        | 4:02,5 min (OR) |
| 2.     | Njemačka Demokratska Republika | Gabriele Wetzko Roswitha Krause Uta Schmuck Gabriele Perthes | 4:05,7 min      |
| 3.     | Kanada                         | Angela Coughlaw Marylin Corson Elaine Tanner Marion Lay      | 4:07,2 min      |

### 4x200 m slobodno
| \| Mjesto \| Država \| Plivači \| Vrijeme \| \| ------ \| ---------- \| ------------------------------------------------------------------ \| ---------- \| \| 1. \| SAD \| John Nelson Stephen Rerych Mark Spitz Donald Schollander \| 7:52,3 min \| \| 2. \| Australija \| Gregory Roger Graham White Robert Windle Michael Wenden \| 7:53,7 min \| \| 3. \| SSSR \| Wladimir Bure Semjon Beliz-Geiman Georgi Kulikow Leonid Iljitschow \| 8:01,6 min \| | Nije bilo u programu igara |                                                                    |            |
| Mjesto | Država                     | Plivači                                                            | Vrijeme    |
| 1. | SAD                        | John Nelson Stephen Rerych Mark Spitz Donald Schollander           | 7:52,3 min |
| 2. | Australija                 | Gregory Roger Graham White Robert Windle Michael Wenden            | 7:53,7 min |
| 3. | SSSR                       | Wladimir Bure Semjon Beliz-Geiman Georgi Kulikow Leonid Iljitschow | 8:01,6 min |

### 4x100 m mješovito
| Mjesto | Država                         | Plivači                                                              | Vrijeme             |
| ------ | ------------------------------ | -------------------------------------------------------------------- | ------------------- |
| 1.     | SAD                            | Charles Hickcox Donald McKenzie Douglas Russell Kenneth Walsh        | 3:54,9 min (WR, OR) |
| 2.     | Njemačka Demokratska Republika | Roland Matthes Egon Henninger Horst-Günter Gregor Frank Wiegand      | 3:57,5 min          |
| 3.     | SSSR                           | Juri Gromak Wladimir Kossinski Wladimir Nemschilow Leonid Iljitschow | 4:00,7 min          |

| Mjesto | Država      | Plivačice                                                       | Vrijeme             |
| ------ | ----------- | --------------------------------------------------------------- | ------------------- |
| 1.     | SAD         | Kaye Hall Cathy Ball Ellie Daniel Susan Pedersen                | 4:28,3 min (WR, OR) |
| 2.     | Australija  | Lynette Watson Judy Playfair Lynette McClements Janet Steinbeck | 4:30,0 min          |
| 3.     | SR Njemačka | Angelika Kraus Uta Frommater Heike Hustede Heidi Reineck        | 4:36,4 min          |

## Objašnjenje kratica
- AF = Afrički rekord
- AM = Američki rekord
- AS = Azijski rekord
- ER = Europski rekord
- OC = Oceanijski rekord
- OR = Olimpijski rekord
- WR = Svjetski rekord